# 2666 (novela)
2666 é um romance póstumo escrito pelo romancista chileno Roberto Bolaño (1953-2003). O livro, lançado em 2004, foi escrito com o autor consciente de sua saúde debilitada e foi publicado um ano depois do seu falecimento. Bolaño deixou claras instruções sobre como o livro deveria ser entregue ao público: em cinco romances diferentes, uma publicação por ano. Mesmo assim, o livro foi publicado num único volume, devido a magnitude de sua obra como um todo.

O romance é dividido em cinco partes:
1. A parte dos críticos: quatro especialistas em literatura investigam o autor Benno von Archimboldi, sem fotos e localização conhecida.
2. A parte de Almafitiano: um professor mexicano volta a lidar com seus problemas existenciais.
3. A parte de Fate: um jornalista esportivo acaba se envolvendo com crimes contra as mulheres na cidade de Santa Teresa (uma ficcionalização da Ciudad Juárez).
4. A parte dos crimes: os crimes de Santa Teresa são narrados com uma frieza e seriedade próprios da linguagem jornalística das páginas policiais.
5. A parte de Archimboldi: o leitor se torna testemunha do autor desconhecido na Segunda Guerra Mundial.